# Olympische Sommerspiele 2020/Teilnehmer (Liechtenstein)
| Gelbes Symbol für Goldmedaillen mit stilisierten Olympischen Ringen | Graues Symbol für Silbermedaillen mit stilisierten Olympischen Ringen | Braundes Symbol für Bronzemedaillen mit stilisierten Olympischen Ringen |
| ------------------------------------------------------------------- | --------------------------------------------------------------------- | ----------------------------------------------------------------------- |
| —                                                                   | —                                                                     | —                                                                       |

Liechtenstein nahm an den Olympischen Spielen 2020 in Tokio mit fünf Athleten (2 Männer und 3 Frauen) teil. Es war die insgesamt 18. Teilnahme an Olympischen Sommerspielen.

## Teilnehmer nach Sportarten

### Judo
| Athleten             | Wettbewerb | 1. Runde | 1. Runde | 2. Runde | 2. Runde | Achtelfinale  | Achtelfinale  | Viertelfinale | Viertelfinale | Halbfinale / Trostrunde | Halbfinale / Trostrunde | Finale / Platz 3 | Finale / Platz 3 | Rang |
| Athleten             | Wettbewerb | Gegner   | Ergebnis | Gegner   | Ergebnis | Gegner        | Ergebnis      | Gegner        | Ergebnis      | Gegner                  | Ergebnis                | Gegner           | Ergebnis         | Rang |
| -------------------- | ---------- | -------- | -------- | -------- | -------- | ------------- | ------------- | ------------- | ------------- | ----------------------- | ----------------------- | ---------------- | ---------------- | ---- |
| Männer               |            |          |          |          |          |               |               |               |               |                         |                         |                  |                  |      |
| Raphael Schwendinger | bis 90 kg  | Freilos  | Freilos  | C. Brown | 0:11s1   | ausgeschieden | ausgeschieden | ausgeschieden | ausgeschieden | ausgeschieden           | ausgeschieden           | ausgeschieden    | ausgeschieden    | 17   |

### Schwimmen
| Athleten        | Wettbewerb      | Vorlauf      | Vorlauf | Halbfinale    | Halbfinale    | Finale        | Finale        | Rang |
| Athleten        | Wettbewerb      | Zeit         | Rang    | Zeit          | Rang          | Zeit          | Rang          | Rang |
| --------------- | --------------- | ------------ | ------- | ------------- | ------------- | ------------- | ------------- | ---- |
| Frauen          |                 |              |         |               |               |               |               |      |
| Julia Hassler   | 400 m Freistil  | 4:06,98 min  | 12      | —             | —             | ausgeschieden | ausgeschieden | 12   |
| Julia Hassler   | 800 m Freistil  | 8:26,99 min  | 15      | —             | —             | ausgeschieden | ausgeschieden | 15   |
| Julia Hassler   | 1500 m Freistil | 16:12,55 min | 16      | —             | —             | ausgeschieden | ausgeschieden | 16   |
| Männer          |                 |              |         |               |               |               |               |      |
| Christoph Meier | 200 m Lagen     | 2:04,34 min  | 44      | ausgeschieden | ausgeschieden | ausgeschieden | ausgeschieden | 44   |
| Christoph Meier | 400 m Lagen     | 4:25,17 min  | 28      | —             | —             | ausgeschieden | ausgeschieden | 28   |

### Synchronschwimmen
| Athletinnen                      | Wettbewerb | Qualifikation     | Qualifikation     | Qualifikation  | Qualifikation  | Qualifikation | Qualifikation | Finale         | Finale         | Finale           | Finale           | Rang |
| Athletinnen                      | Wettbewerb | Technische Kür TK | Technische Kür TK | Freie Kür FK-Q | Freie Kür FK-Q | Gesamt        | Gesamt        | Freie Kür FK-F | Freie Kür FK-F | Gesamt TK + FK-F | Gesamt TK + FK-F | Rang |
| Athletinnen                      | Wettbewerb | Punkte            | Rang              | Punkte         | Rang           | Punkte        | Rang          | Punkte         | Rang           | Punkte           | Rang             | Rang |
| -------------------------------- | ---------- | ----------------- | ----------------- | -------------- | -------------- | ------------- | ------------- | -------------- | -------------- | ---------------- | ---------------- | ---- |
| Frauen                           |            |                   |                   |                |                |               |               |                |                |                  |                  |      |
| Lara Mechnig Marluce Schierscher | Duett      | 83,0333           | 18                | 83,2489        | 16             | 166,2822      | 17            | ausgeschieden  | ausgeschieden  | ausgeschieden    | ausgeschieden    | 17   |